# 布賴恩鎮區 (北卡羅萊納州薩里縣)
布賴恩鎮區（英語：Bryan Township）是位於美國北卡羅萊納州薩里縣的一個鎮區。

## 地方資料
布賴恩鎮區的面積為182.00平方千米，當中陸地面積為181.55平方千米，而水域面積為0.45平方千米。根據2020年美國人口普查的數據，當地共有人口2766人，而人口密度為每平方千米15.2人。